# Lago Martiánez
Lago Martiánez är laguner i Spanien.   De ligger i provinsen Provincia de Santa Cruz de Tenerife och regionen Kanarieöarna, i den sydvästra delen av landet, 1 800 km sydväst om huvudstaden Madrid. Lago Martiánez ligger 6 meter över havet. De ligger på ön Teneriffa.I omgivningarna runt Lago Martiánez växer i huvudsak blandskog.